# Justitium
Justitium é um conceito do direito romano, oriundo do latim clássico iūstitium (termo formado por iūs, 'lei', 'direito' ou 'exercício do direito'+ -stit-, radical do particípio passado de sistere, 'permanecer imóvel', 'parar' + -ium), que significa 'cessação das atividades das cortes de justiça' (e, consequentemente, do exercício dos direitos privados).
Era comum declarar-se justitium após a morte de um governante, durante o atribulado período de interregnum, mas também em caso de ameaça de invasão. De acordo com Giorgio Agamben,  o significado do termo justitium foi sendo progressivamente modificado após a queda da República Romana, passando a designar o período de luto público pelo soberano morto, um período de transição, durante o qual pairava um certo perigo ou ameaça, enquanto o novo soberano reivindicava para si a auctoritas, ou seja,  a autoridade necessária à manutenção do estado de direito. Segundo  Agamben, é o arquétipo do estado de exceção moderno, no qual a lei é suspensa por um tempo indefinido, sem todavia ser ab-rogada. Com efeito,  durante o justitium, eram suspensas as garantias republicanas, o que dava lugar à senatus consultum ultimum (um decreto de emergência, emitido pelo senado, típico da última fase da República).
Ainda segundo Giorgio Agamben, após a República Romana, o justitium progressivamente mudou de significado, passando a designar o período de luto oficial pelo soberano morto — uma espécie de distração em relação ao perigo que ameaçava o Estado, enquanto o novo soberano defendia o reconhecimento de sua auctoritas, necessária ao Estado de direito.